# Centro mobile di rianimazione
Il centro mobile di rianimazione (in sigla CMR) o  unità mobile di rianimazione  o anche nota come unità mobile di terapia intensiva, è una speciale ambulanza impiegata per il trasporto tra ospedali o case di cura, di pazienti critici o non stabili, che necessitano quindi di particolare assistenza, monitoraggio e cure avanzate.
La differenza tra i centri mobili di rianimazione e le comuni ambulanze è definita di norma dal particolare allestimento interno, dalla presenza di presidi ed elettromedicali avanzati e dall'equipaggio presente a bordo.
La normativa del Comitato europeo di normazione identifica l'unità mobile di terapia intensiva come ambulanza di "tipo C", ovvero "progettata ed attrezzata per il trasporto, il trattamento avanzato ed il monitoraggio dei pazienti"; secondo la normativa italiana, invece, tutte le autoambulanze trasformabili in CMR sono classificate come di "tipo A".
Normalmente il CMR non viene utilizzato per espletare il servizio di primo soccorso 118, ma viene utilizzato come vero e proprio reparto di terapia intensiva mobile durante i trasferimenti di pazienti critici o non "stabili" anche a lunga percorrenza tra 2 diversi ospedali o altri nosocomi, in caso ad esempio di carenza di posti letto, o trasferimento in un ospedale fisicamente più attrezzato per trattare la patologia del paziente.

## Equipaggio
A differenza del personale delle normali ambulanze di soccorso, l'equipaggio di un centro mobile di rianimazione deve essere obbligatoriamente composto da personale sanitario, in aggiunta ad eventuale personale tecnico soccorritore. 
Tipicamente a bordo di un CMR vi si trovano:
- un medico proveniente da un reparto ospedaliero di area critica, spesso un anestesista-rianimatore;
- un infermiere, anch'egli proveniente da un reparto di area critica;
- uno o più soccorritori, formati ed addestrati alla speciale tipologia di servizio dall'ente o associazione di volontariato che mette a disposizione l'Ambulanza, che collaborano e assistono il personale sanitario e conoscono ed utilizzano i presidi presenti a bordo del mezzo. Normalmente l'equipaggio è formato da 2 soccorritori, uno dei quali ricoprirà il ruolo di Autista, e l'altro quello di Soccorritore e starà nel vano sanitario insieme a Medico, che assume il ruolo di capo equipaggio, ed Infermiere e fornirà loro aiuto ed assistenza se richiesto.

## Presidi
In aggiunta ai presidi medicali usualmente presenti a bordo delle ambulanze, a bordo di un centro mobile di rianimazione deve essere presente strumentazione avanzata a disposizione del personale sanitario. In particolare si trovano:
- set per infusioni, inclusi aghi cannula, mentre liquidi e soluzioni saranno messi a disposizione dell'ospedale richiedente;
- pompa siringa;
- set (per adulti e/o pediatrico) per l'intubazione endotracheale, incluso un laringoscopio con le relative lame e tubi endotracheali;
- valvola PEEP;
- ventilatore polmonare automatico;
- elettrocardiografo a 12 derivazioni;
- defibrillatore manuale;
- pinze Magill e specilli;
- stetoscopio;

Altro materiale viene poi caricato a bordo in base al tipo di intervento o di trasporto che deve essere svolto: tipico è il caso dei trasporti neonatali, che richiedono personale specializzato ed attrezzatura della misura adatta, e per i quali vengono utilizzate apposite termoculle (che sostituiscono la barella del mezzo).